# Ruská ruleta (film)
Ruská ruleta (v originále 13 Tzameti) je francouzský hraný film z roku 2005, který režíroval Gela Babluani podle vlastního scénáře. Snímek měl světovou premiéru na mezinárodním filmovém festivalu v Mnichově. Slovo tsameti (ცამეტი) znamená v gruzínštině číslovku 13. V roce 2010 Gela Babluani režíroval americký remake pod názvem 13.

## Děj
Sebastian je chudý mladý gruzínský imigrant pracující jako pokrývač v Normandii. Odposlouchává rozhovory majitelů domu, kterým opravuje střechu a dozví se, že jeho zaměstnavatel má práci, která mu vydělá spoustu peněz. Poštou mu dorazí dokumenty k této práci, včetně jízdenky na vlak do Paříže a zaplacený hotelový pokoj.
Jeho zaměstnavatel umírá na předávkování heroinem. Sébastien se zmocní dopisu a rozhodne se zaujmout jeho místo. Řídí se pokyny pro cestu dopisu až do jeho konečného cíle, kterým je osamělý dům v lese. V tomto domě se pořádá nelegální hazardní hra, kdy si každý sázkař přivede svého vlastního hráče. Sázky se uzavírají na přežití hráčů, hra probíhá v několika kolech a je podobná ruské ruletě. Hráči se navzájem zabíjejí. Vytvoří kruh, každý namíří střelnou zbraň na hlavu svého souseda a na světelný signál všichni vystřelí. Těmito zbraněmi jsou revolvery, jejichž válce jsou na začátku prázdné. Přeživší operaci opakují a po každém náboji přidávají kulku, která je předmětem nové sázky. Jedna kulka v hlavni v prvním kole, dvě v dalším, nakonec tři kulky, než se přejde k závěrečné fázi soubojů. Ty se řídí stejnou logikou, ale začínají třemi kulkami.
Sebastian přežije, dokud nezůstanou naživu pouze čtyři hráči. Poté se losuje, aby se vybrali dva hráči, kteří se utkají v souboji. Přeživší je považován za vítěze a získá podstatnou část sázecích peněz. Vybrán je Sebastian spolu s hráčem, který přišel se svým bratrem. Jeden sází, druhý hraje. Sébastien vyhraje souboj, dostane výherní peníze, které vloží do tašky, a odchází.
Než Sébastien odjede vlakem domů, pošle rodině balíček s penězi, které vyhrál, a zavolá otci. Ve vlaku narazí na bratra, který sázel. Když vlak zastaví na nádraží, muž ho několikrát střelí do břicha a uteče s Sébastienovou taškou, o které si myslí, že je stále plná.

## Obsazení
| George Babluani       | Sébastien           |
| Aurélien Recoing      | Jacky               |
| Augustin Legrand      | José                |
| Philippe Passon       | Jean François Godon |
| Pascal Bongard        | ceremoniář          |
| Vania Vilers          | Shlondorff          |
| Fred Ulysse           | Alain               |
| Serge Chambon         | organizátor         |
| Jo Prestia            | Pierre Blaireau     |
| Nicolas Pignon        | Romain              |
| Olivier Rabourdin     | Benjamin Boudier    |
| Bruno Davézé          | hráč číslo 10       |
| Temur Babluani        | Sadik               |
| Serge Feuillard       | Joseph              |
| Frédéric Épaud        | sázkař              |
| Jean-Baptiste Legrand | Ronald              |

## Ocenění
- Benátský filmový festival: Cena Luigiho De Laurentise, cena za nejlepší debutové dílo a cena Netpac
- Filmový festival Sundance: Velká cena poroty v kategorii hraných filmů (světová kinematografie) – první francouzský film, který toto ocenění získal
- Evropské filmové ceny: Cena za nejlepší evropský debut